# Lengyel unitáriusok Kolozsváron

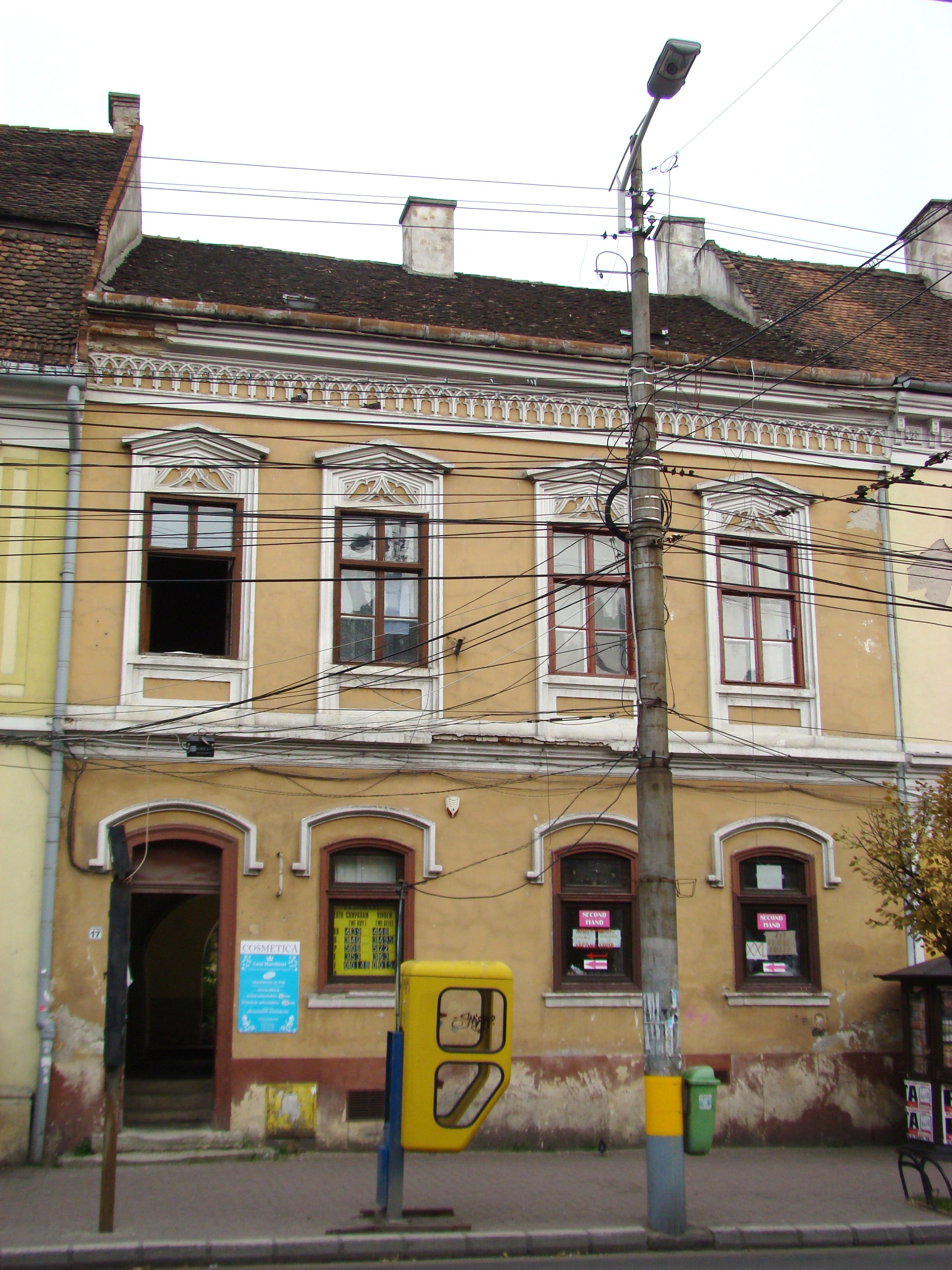
A lengyel eklézsia háza Kolozsváron, az Unió (Memorandumului) utcában

A lengyel unitáriusok egy csoportja 1660-ban menekült Kolozsvárra. A közösség mintegy száz évig létezett, majd beolvadt a magyar unitárius egyházba.

## Történetük
A protestáns svédek elleni háborút (özönvíz) követően Lengyelországban megnövekedett az intolerancia. Míg az 1556. évi lengyel országgyűlés szabad választást engedett a nemeseknek a Szentírás tanításait követő felekezetek között, 1658-ban kivonták a törvény hatálya alól a Krisztus-tagadóknak tartott ariánusokat. 1660. július 10-i határidővel választaniuk kellett az ország elhagyása vagy a római katolikus hitre térés között. Több száz család vándorolt ki az országból, közülük mintegy háromszáz fő Erdély felé indult.
A határon német császári katonák állták útjukat, és kifosztották őket, ezért többen visszatértek. Mintegy 30-40 elszegényedett család azonban eljutott Erdélybe, és Kolozsváron, Bethlenben, Bánffyhunyadon, Árkoson és Ádámoson telepedtek le. A kolozsvári unitáriusok már korábban is kapcsolatban álltak hittestvéreikkel, hiszen papjaik közül  
id. Adam Franck (1590–1655. augusztus 15.) korábban a rakówi főiskola tanára, Baumgarten Bálint a krakkói főiskola igazgatója volt, és a kolozsvári szászok hívták be őket.
1680-ban a kolozsvári unitáriusok vallási vezetője, Lachovius András prédikátor házat vásárolt a Bel-Monostor utcában, a Köpeczi-házat, amelyet aztán az unitárius egyháznak hagyományozott azzal a feltétellel, hogy lengyel nyelvű istentiszteletet tartsanak. A ház hátsó traktusában lakott a plébános, az utcára néző részben tartották az istentiszteletet. 
A lengyel unitáriusok a hittételek azonossága és a ruházatuk hasonlósága mellett egyes szertartásaikban és szokásaikban eltértek a magyar unitáriusoktól. Ha egy gyülekezeti tag valamilyen konfliktus folytán átment a magyar unitárius gyülekezetbe, majdhogynem hitehagyottnak számított.
1784-ben a lengyel egyház egyesült a magyar unitárius egyházzal, ekkor a lengyel eklézsia házát eladták, és a bevételt az unitárius templom építésére fordították.
A lengyel unitáriusok idővel elmagyarosodtak, a Lachovius család utódai a Lászlóczkyak, a Wissovatius családé a Gyergyaiak.

## Híres emberek
- Lachovius (Lacovius, Lakhuszki, Lakovszky) András (Mekarzow (?), 1627–Kolozsvár, 1691. augusztus 6.) a lengyel menekültek lelkipásztora, 1666. január 19-től a kolozsvári unitárius iskola rektora. 1885-től sírköve az unitárius templomban található.[2]
- Gejzanovits Ádám, 1674. június 10-én a dicsőszentmártoni zsinaton szentelték a kolozsvári lengyel egyházközség papjává
- Kmita Andrásné, leánykori nevén Wilhelm Krisztina (?–1704. június 14.) Apja III. Zsigmond lengyel király udvari orvosa volt. Férje halála után özvegy Lengyel Andrásné néven nyomdát üzemeltetett, ahol 1695-től 1702-ig négy magyar mű jelent meg. A nyomda a főtéri nagy templom sekrestyéjében volt felállítva.
- Wissowatius (Wiszovaty) András (1686. vagy 1687. –1735. december 14.) menekült szülők gyermekeként még Poroszországban született, de Kolozsváron nevelkedett. Német és németalföldi egyetemeken tanult tíz évig, 1722-ben tért vissza Kolozsvárra, ahol a lengyel unitáriusok papja lett.
- Száknovics Izsák, a lengyel eklézsia utolsó papja a magyar unitárus egyházba való beolvadás előtt.